# Goal structuring notation
Goal structuring notation (GSN) är en grafisk diagramnotation som används för att på ett strukturerat sätt visa uppbyggnaden av en logisk bevisföring och relationerna mellan dess olika delar, i ett tydligare format än vanlig text. GSN har använts för att presentera säkerhetsdokumentation inom branscher som vård, flyg, vägfordon, järnväg, trafikledning och kärnkraft. Metoden har även använts i andra sammanhang såsom informationssäkerhet, patentanspråk, debattstrategi och juridiska argument.

## Historik
Notationen utvecklades först vid University of York under början av 1990-talet, för att övervinna upplevda problem med att presentera säkerhetsdokumentation med hjälp av Toulminmodellen. Notationen vidareutvecklades och utökades av Tim Kelly, vars doktorsavhandling från 1998 bidrog med systematiska metoder för att konstruera och underhålla GSN-diagram. Arbetet innefattade utveckling av rutiner och mallar för att bygga upp argumentation som bevisar säkerhet, som även främjar återanvändning av delar av sådan bevisföring. Under det sena 1990-talet och början av 2000-talet lärdes GSN-metoden ut på kurser i utveckling av säkerhetskritiska system i York, och olika tillägg till GSN-metoden föreslogs av Kelly och andra medlemmar i universitetets grupp för "High Integrity Systems Engineering".
År 2007 hade notationen vunnit tillräckligt popularitet för att kunna sätta samman en grupp med användare från både industrin och universitetsvärlden för att standardisera notationen och dess omgivande metodik. Detta resulterade i publiceringen 2011 av GSN Community Standard. 2014 flyttades underhållet av GSN-standarden och hamnade under SCSC:s Assurance Case Working Group. Revision 3 av standarden släpptes 2021.